# Perspectivas sobre el capitalismo por escuela de pensamiento

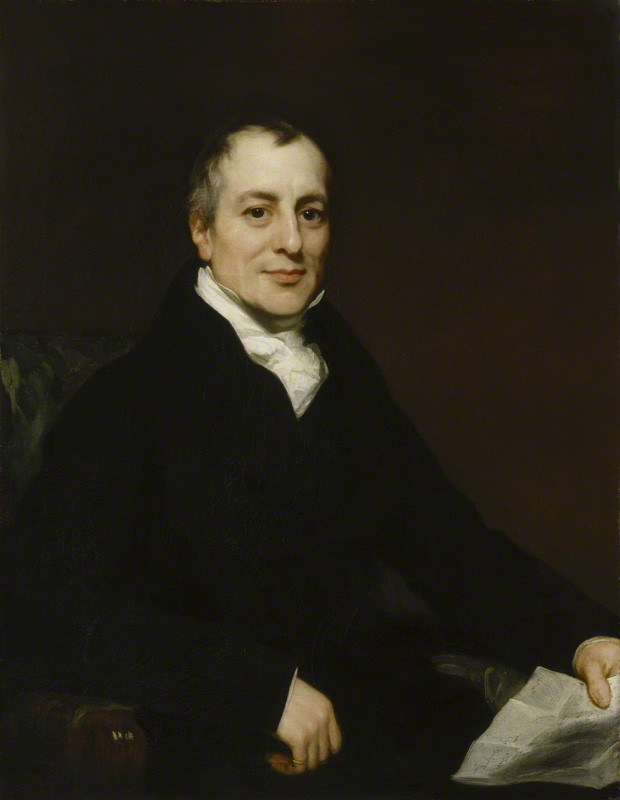
David Ricardo por Thomas Phillips

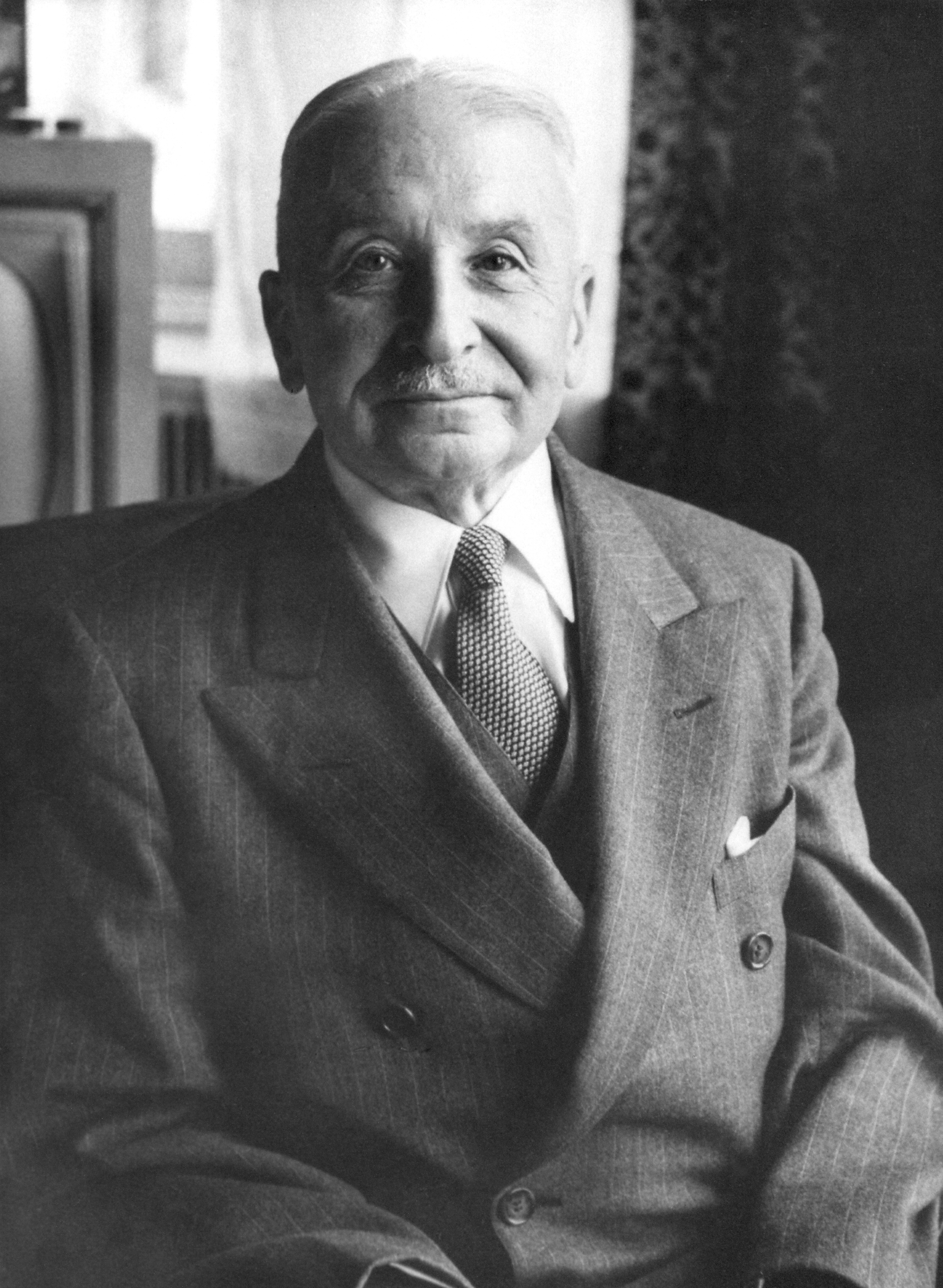
Ludwig von Mises

A lo largo de la historia moderna, una variedad de perspectivas sobre el capitalismo ha evolucionado en función de las diferentes escuelas de pensamiento.

## Visión general
Adam Smith fue uno de los primeros escritores influyentes sobre el tema con su libro La riqueza de las naciones, que generalmente se considera el comienzo de la economía clásica que surgió en el siglo XVIII. Por el contrario, Karl Marx consideraba que el capitalismo era un modo de producción históricamente específico y consideraba que el capitalismo era una fase de desarrollo económico que pasaría y sería reemplazado por el comunismo puro. Junto con su crítica al capitalismo, Marx creía que los trabajadores explotados serían la fuerza impulsora detrás de una revolución social hacia una economía de estilo socialista. Para Marx, este ciclo de extracción del plusvalía por parte de los dueños del capital o de la burguesía se convierte en la base de la lucha de clases.

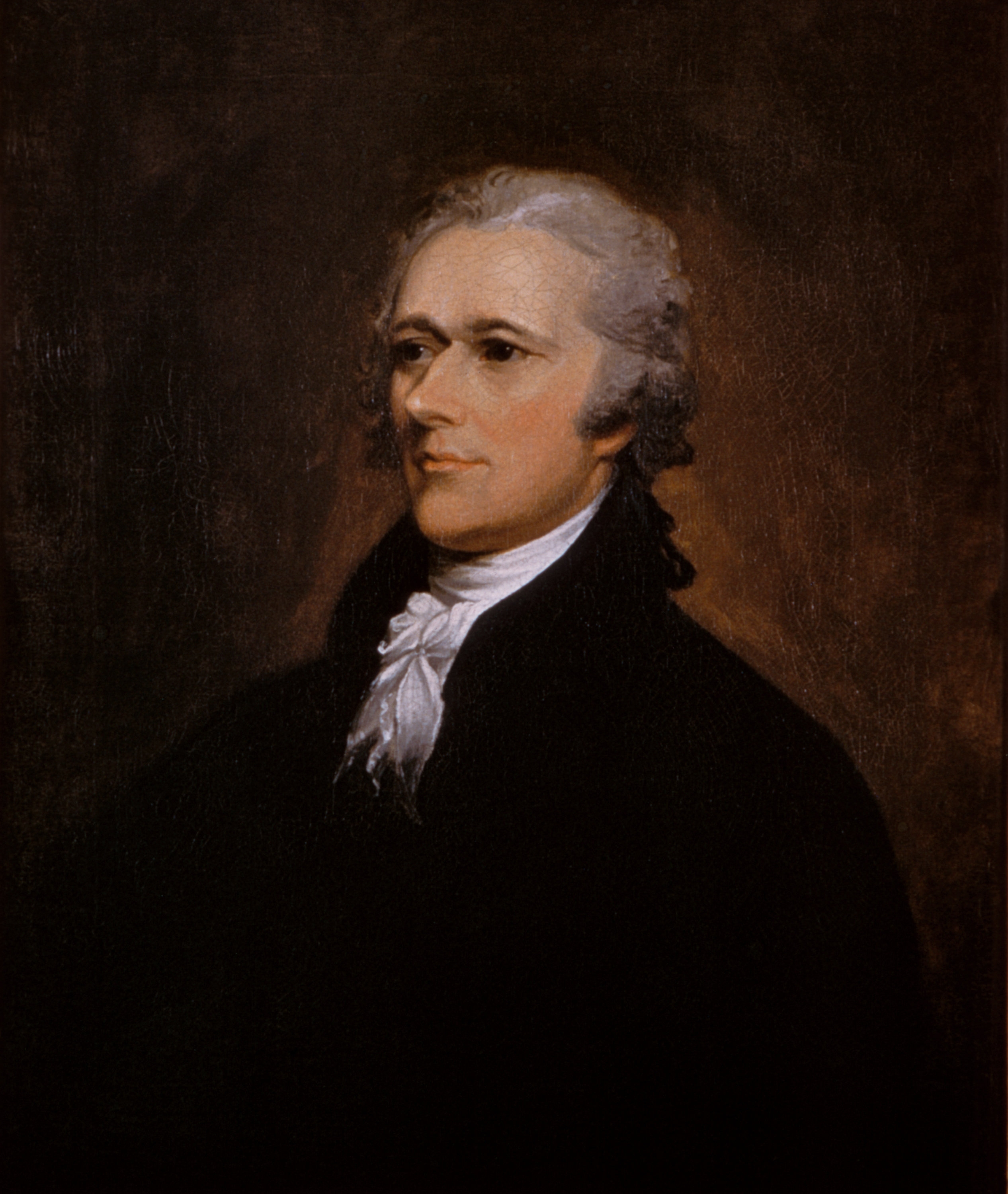
Alexander Hamilton por John Trumbull 1806

Este argumento está entrelazado con la versión de Marx de la teoría del valor, obra que afirma que el trabajo es la fuente de todo valor y, por lo tanto, del beneficio. Max Weber consideraba el intercambio de mercado en lugar de la producción como la característica definitoria del capitalismo. En contraste con sus contrapartes en modos anteriores de actividad económica, las empresas capitalistas eran las agentes de la racionalización de la producción, dirigida a maximizar la eficiencia y la productividad. Una tendencia que conduce a un proceso sociológico de racionalización envolvente. Según Weber, los trabajadores en instituciones económicas precapitalistas entendían el trabajo en términos de una relación personal entre el maestro y el oficial en un gremio, o entre el señor y el campesino en una hacienda.
Mientras tanto, la economía institucional, que fue la principal escuela de pensamiento económico en los Estados Unidos, sostiene que el capitalismo no puede separarse del sistema político y social en el que está incrustado. A finales del siglo XIX, la Escuela Histórica Alemana de Economía divergió con la Escuela Austriaca de Economía emergente, dirigida en ese momento por Carl Menger. Las generaciones posteriores de seguidores de la Escuela Austriaca continuaron influyendo en el pensamiento económico occidental durante gran parte del siglo XX. El economista austriaco Joseph Schumpeter, un precursor de la Escuela Austriaca de Economía, enfatizó la destrucción creativa del capitalismo, el hecho de que las economías de mercado cambian constantemente.
Los economistas austriacos Ludwig von Mises y Friedrich Hayek se encontraban entre los principales defensores de la economía de mercado contra los defensores de las economías socialistas planificadas del siglo XX. Entre los argumentos de Mises estaba el problema del cálculo económico, que fue propuesto por primera vez por Mises en 1920 y luego fue expuesto por Hayek. El problema al que nos referimos es el de cómo distribuir los recursos racionalmente en una economía. La solución de mercado libre es el mecanismo del precio, en el que las personas individualmente tienen la capacidad de decidir cómo se debe distribuir un bien o servicio en función de su disposición a dar dinero por ello. Mises y Hayek argumentaron que solo el capitalismo de mercado podía manejar una economía moderna y compleja.

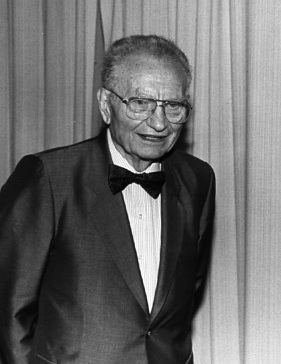
Paul Samuelson

Parcialmente opuesto a esa opinión, el economista británico John Maynard Keynes argumentó en su Teoría general del empleo, los intereses y el dinero de 1937 que el capitalismo sufría un problema básico en su capacidad para recuperarse de los períodos de desaceleración de la inversión. Keynes argumentó que una economía capitalista podría permanecer en un equilibrio indefinido a pesar del alto desempleo. Keynes trató de proporcionar soluciones a muchos de los problemas de Marx sin abandonar por completo la comprensión clásica del capitalismo. Su trabajo intentó demostrar que la regulación puede ser efectiva y que los estabilizadores económicos pueden frenar las agresiones de la expansión y la recesión que a Marx no le gustaban.
Estos cambios buscaban crear más estabilidad en el ciclo económico y reducir los abusos a los trabajadores. Los economistas Keynesianos argumentan que las políticas Keynesianas fueron una de las principales razones por las que el capitalismo fue capaz de recuperarse tras la Gran Depresión.
La economía del lado de la oferta se desarrolló durante la década de 1970 en respuesta a la política económica keynesiana y en particular al fracaso de la gestión de la demanda para estabilizar las economías occidentales durante la estanflación de la década de 1970 tras la crisis del petróleo de 1973. Se basó en una serie de ideas económicas no keynesianas, en particular en el pensamiento de la Escuela Austriaca sobre el espíritu empresarial y la nueva macroeconomía clásica. Las raíces intelectuales de la economía de la oferta también se remontan a varios pensadores económicos tempranos como Ibn Khaldun, Jonathan Swift, David Hume, Adam Smith y Alexander Hamilton. Las recomendaciones políticas típicas de la economía del lado de la oferta son tasas impositivas marginales más bajas y menos regulación. Los beneficios máximos de la política tributaria se logran optimizando las tasas impositivas marginales para estimular el crecimiento, aunque es un malentendido común que los aspectos económicos de la oferta solo se refieren a la política tributaria cuando trata de eliminar las barreras a la producción en general.
Hoy en día, la investigación académica mayoritaria sobre el capitalismo en el mundo occidental se basa en el pensamiento económico neoclásico. Le favorece una amplia coordinación del mercado y patrones relativamente neutrales de regulación gubernamental del mercado dirigidos a mantener los derechos de propiedad; mercados laborales desregulados; gobierno corporativo dominado por los dueños financieros de las empresas; y sistemas financieros que dependen principalmente del financiamiento basado en el mercado de capitales en lugar del financiamiento estatal.
Milton Friedman tomó muchos de los principios básicos establecidos por Adam Smith y los economistas clásicos y les dio un nuevo giro. Un ejemplo de esto es su artículo en la edición de septiembre de 1970 de The New York Times, donde afirma que la responsabilidad social de las empresas es "usar sus recursos y participar en actividades diseñadas para aumentar sus ganancias ... (a través de) la competencia abierta y libre, sin engaños ni fraudes ". Esto es similar al argumento de Smith de que el interés propio a su vez beneficia a toda la sociedad.
Un trabajo como este ayudó a sentar las bases para la próxima comercialización (o privatización) de las empresas estatales y la economía de la oferta de Ronald Reagan y Margaret Thatcher. La Escuela de Economía de Chicago es más conocida por su defensa del libre mercado y sus ideas monetaristas. Según Friedman y otros monetaristas, las economías de mercado son intrínsecamente estables si se las deja solas y las depresiones se deben únicamente a la intervención del gobierno.
Pero en 2008, tras la crisis financiera, se produjo un rápido cambio de opinión entre muchos prominentes economistas a favor del estímulo keynesiano, y, a partir de octubre, los responsables políticos comenzaron a anunciar importantes paquetes de estímulo, con la esperanza de evitar la posibilidad de una depresión global. A principios de 2009 hubo una amplia aceptación entre los responsables de la política económica mundial sobre la necesidad de un estímulo fiscal. Los responsables de las políticaseconómicas reavivaron el pensamiento keynesiano a favor de una intervención gubernamental sólida, que el Financial Times describió como una "sorprendente inversión de la ortodoxia de las últimas décadas". En 2009, las ideas de Keynes volvieron a ser una inspiración central para la respuesta global a la crisis financiera de 2007-2010.

## Política económica clásica

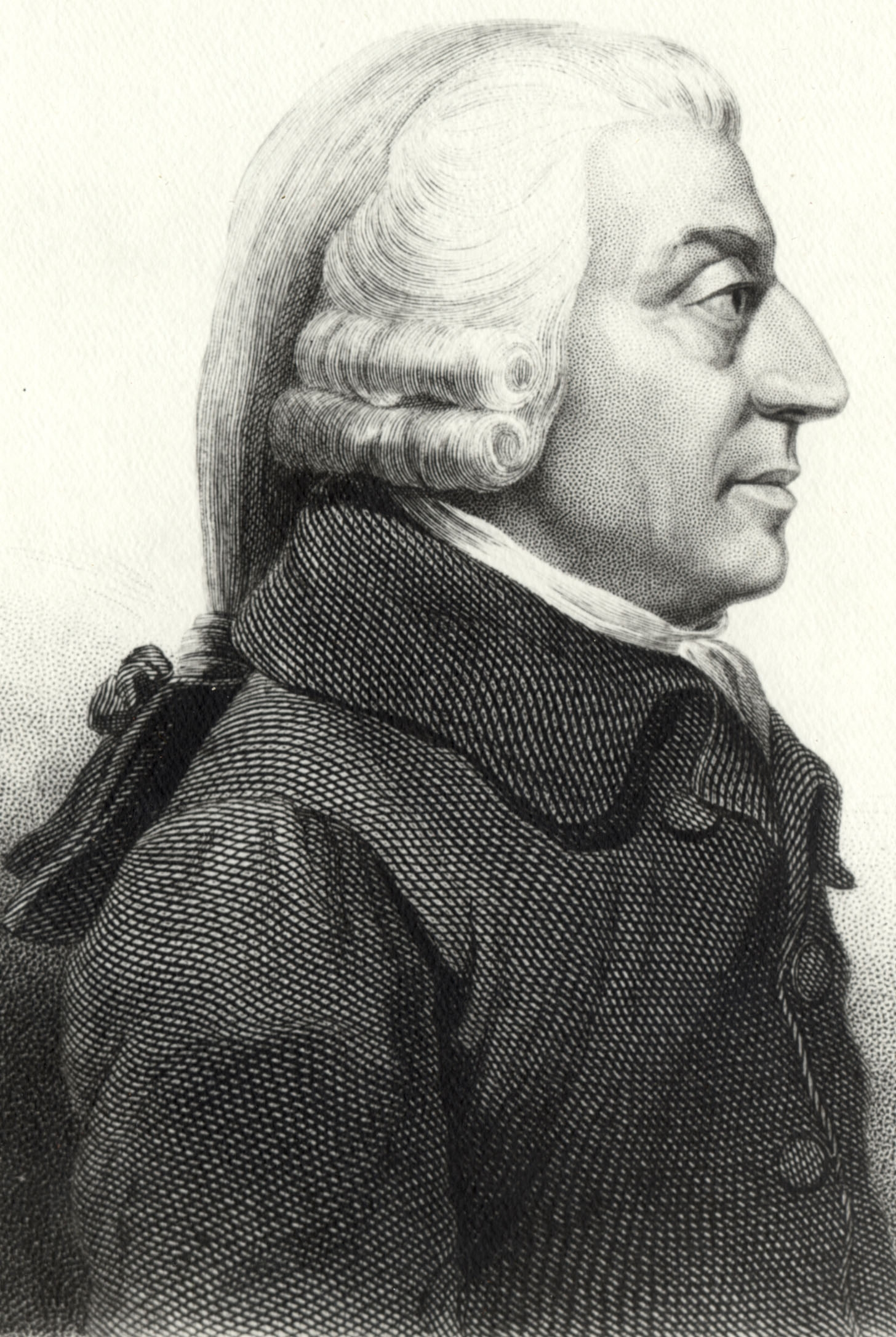
Adam Smith

Artículos principales: Economía clásica y liberalismo clásico.
La escuela clásica del pensamiento económico surgió en Gran Bretaña a finales del siglo XVIII. Los economistas políticos clásicos Adam Smith, David Ricardo, Jean-Baptiste Say y John Stuart Mill publicaron análisis de la producción, distribución e intercambio de bienes en un mercado que desde entonces ha sido la base de estudio para la mayoría de los economistas contemporáneos.
En Francia, los fisiócratas como François Quesnay promovieron el libre comercio basándose en la concepción de que la riqueza se originaba en la tierra. El Tableau Économique de Quesnay (1759) describió la economía de manera analítica y sentó las bases de la teoría económica de los fisiócratas, seguida por Anne Robert Jacques Turgot, quien se oponía a los aranceles aduaneros y abogaba por el libre comercio. Richard Cantillon definió el equilibrio a largo plazo como el balance de los flujos de ingresos y argumentó que el mecanismo de oferta y demanda en torno a la tierra influye en los precios a corto plazo.
El ataque de Smith al mercantilismo y su razonamiento sobre "el sistema de libertad natural" en The Wealth of Nations (1776) se toman generalmente como el comienzo de la economía política clásica. Smith ideó un conjunto de conceptos que siguen estando fuertemente asociados con el capitalismo actual, en particular su teoría de la "mano invisible" del mercado, a través de la cual la búsqueda del interés personal individual produce involuntariamente un bien colectivo para la sociedad. Era necesario que Smith fuera tan contundente en su argumento a favor de los mercados libres porque tenía que superar el sentimiento mercantilista popular de ese período de tiempo.

"Por el contrario, entre las naciones civilizadas y prósperas, aunque un gran número de personas no hacen ningún trabajo, muchos de ellos consumen productos por diez veces, con frecuencia cien veces más trabajo que la mayor parte de los que trabajan; sin embargo, el producto de toda la mano de obra de la sociedad es tan grande, que a menudo todos se suministran abundantemente, y un trabajador, incluso del orden más bajo y más pobre, si es frugal e industrial, puede disfrutar de la mayor parte de las necesidades y conveniencias de la vida que es posible que cualquier salvaje adquiera."
Adam Smith, La Riqueza de las Naciones

Criticó los monopolios, aranceles, deberes y otras restricciones impuestas por el estado de su época y creyó que el mercado es el árbitro de recursos más justo y eficiente. Este punto de vista fue compartido por David Ricardo, el segundo más importante de los economistas políticos clásicos y uno de los economistas más influyentes de los tiempos modernos.
En los Principios de economía política y tributación (1817), Ricardo desarrolló la ley de la ventaja comparativa, lo que explica por qué es rentable para dos partes comerciar, incluso si uno de los socios comerciales es más eficiente en todo tipo de producción económica. Este principio apoya el argumento económico para el libre comercio. Ricardo era partidario de la ley de Say y opinaba que el pleno empleo es el equilibrio normal para una economía competitiva. También argumentó que la inflación está estrechamente relacionada con los cambios en la cantidad de dinero y el crédito y fue un defensor de la ley de rendimientos decrecientes, que establece que cada unidad adicional de insumos produce cada vez menos producción adicional.
Los valores de la economía política clásica están fuertemente asociados con la doctrina liberal clásica de mínima intervención gubernamental en la economía, aunque no necesariamente se opone a la provisión por parte del estado de unos pocos bienes públicos básicos. El pensamiento liberal clásico generalmente ha asumido una clara división entre la economía y otros ámbitos de la actividad social, como el estado.

## Economía política marxista

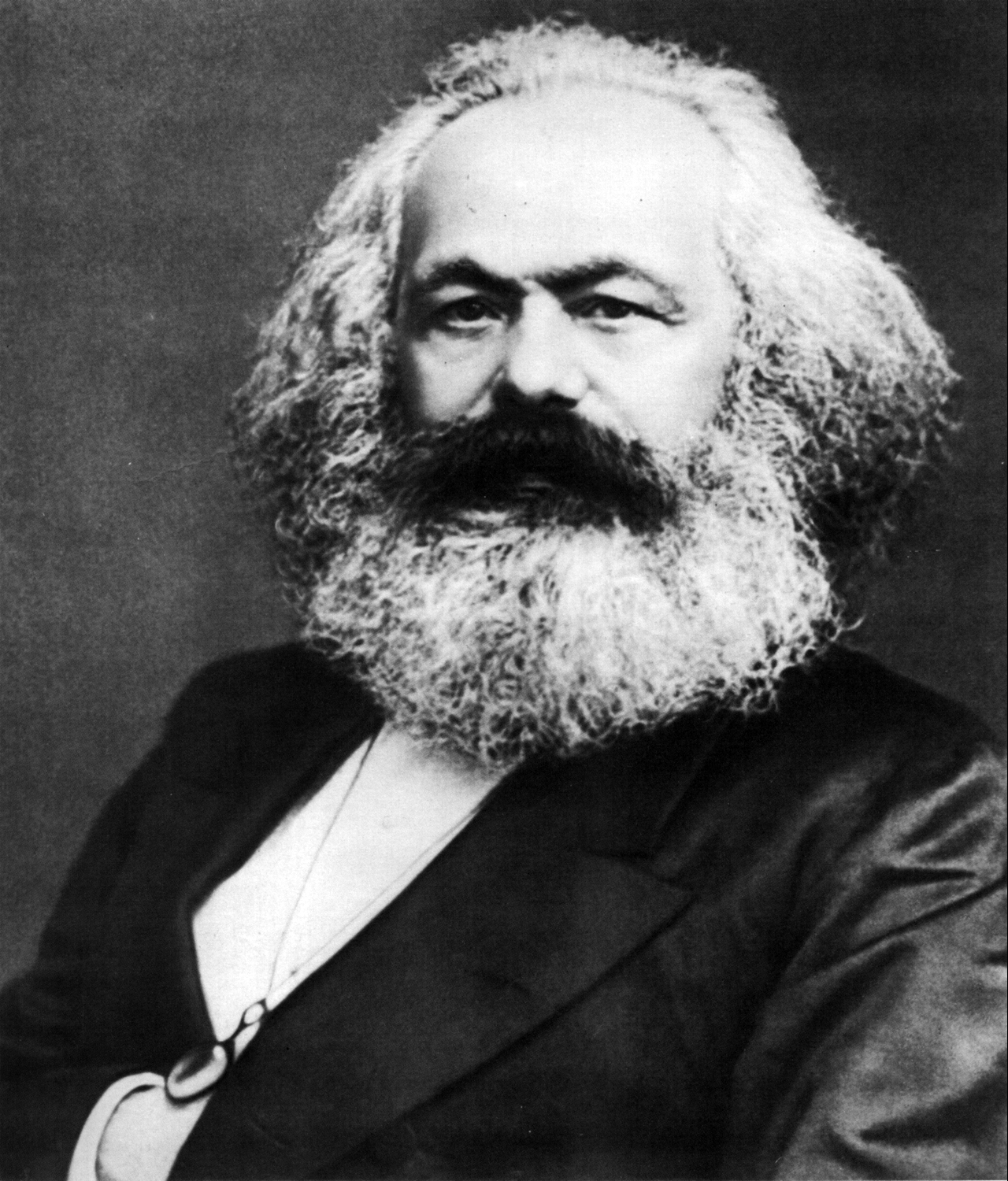
Karl Marx en 1875

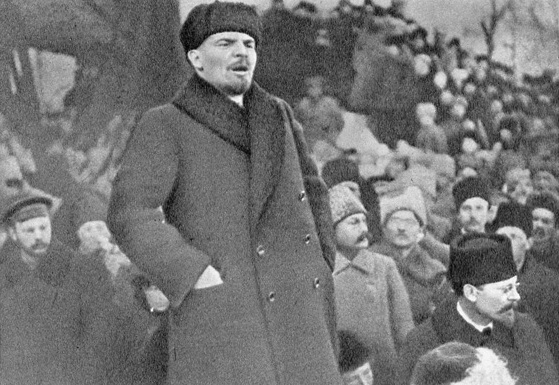
Lenin. 1919

Karl Marx consideraba que el capitalismo era un modo de producción históricamente específico (la forma en que se posee y controla la propiedad productiva, combinada con las correspondientes relaciones sociales entre individuos en función de su conexión con el proceso de producción).
Para Marx, la etapa capitalista de desarrollo o "sociedad burguesa" representaba la forma más avanzada de organización social hasta la fecha, pero también pensó que las clases trabajadoras llegarían al poder en una transformación socialista o comunista mundial de la sociedad humana desde el primer gobierno aristocrático, luego capitalista y finalmente de la clase obrera.
Siguiendo a Adam Smith, Marx distinguió el valor de uso de los productos básicos de su valor de cambio en el mercado. Según Marx, el capital se crea con la compra de productos con el fin de crear nuevos productos con un valor de cambio más alto que la suma de las compras originales. Para Marx, el uso de la fuerza de trabajo se había convertido en una mercancía bajo el capitalismo porque el valor de intercambio de la fuerza de trabajo, como se refleja en el salario, es menor que el valor que produce para el capitalista.
Argumenta que esta diferencia en los valores constituye una plusvalía, que los capitalistas extraen y acumulan. En su libro El capital, Marx argumenta que el modo de producción capitalista se distingue por la forma en que los propietarios de capital extraen este excedente de los trabajadores: todas las sociedades de clases anteriores habían extraído el excedente de la mano de obra, pero el capitalismo era nuevo al hacerlo a través del valor de venta de lo producido. Argumenta que un requisito básico de una sociedad capitalista es que una gran parte de la población no debe poseer fuentes de autosustento que les permitan ser independientes y, en cambio, deben ser obligadas a vender su trabajo por un salario digno.

"La mercancía es ante todo un objeto externo, una cosa que a través de sus cualidades satisface las necesidades humanas de cualquier tipo. La naturaleza de estas necesidades, ya sea que surjan, por ejemplo, del estómago o de la imaginación, no origina ninguna diferencia. Tampoco importa aquí cómo la cosa satisface las necesidades del hombre, ya sea directamente como un medio de subsistencia, es decir, un objeto de consumo, o indirectamente como un medio de producción."
Karl Marx, Das Kapital

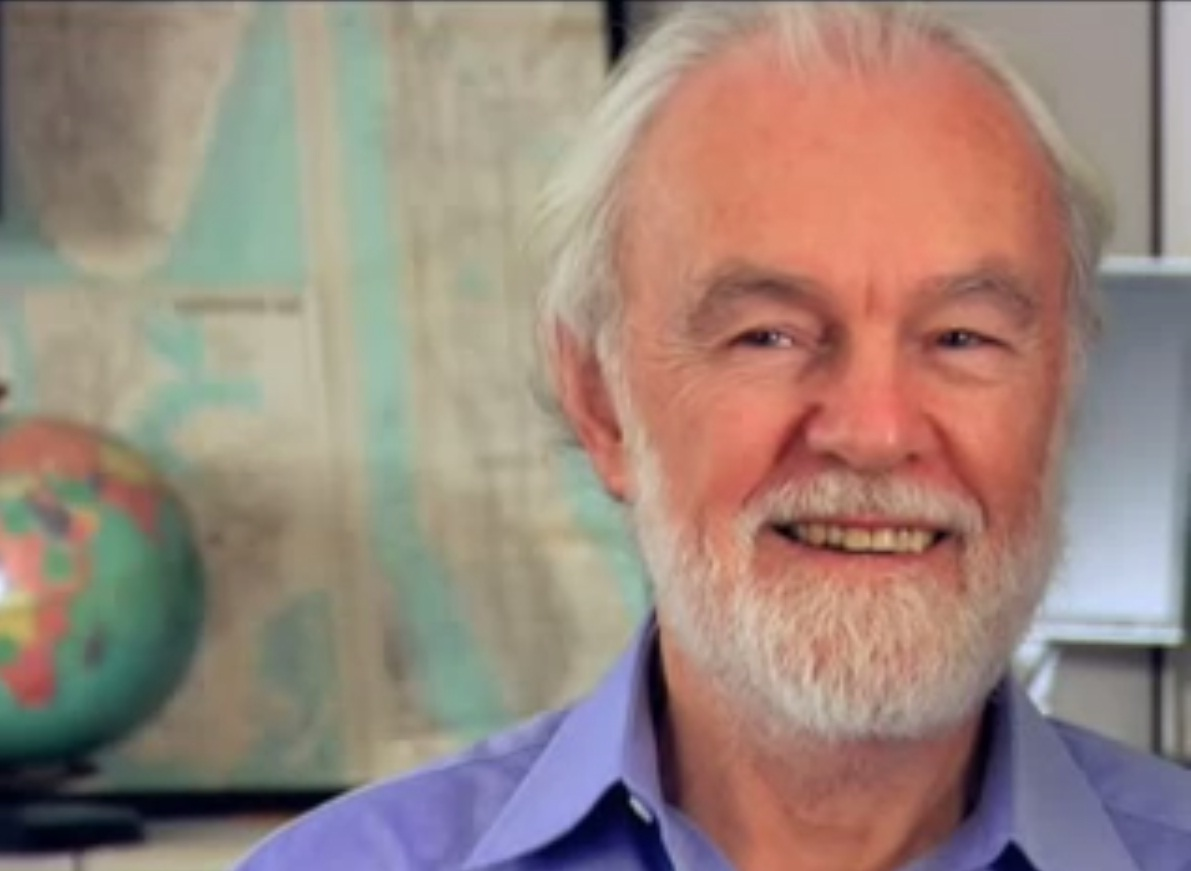
David Harvey

Junto con su crítica al capitalismo, Marx creía que el trabajo explotado sería la fuerza impulsora detrás de una revolución hacia una economía de estilo socialista. Para Marx, este ciclo de extracción del plusvalor por parte de los dueños del capital o de la burguesía se convierte en la base de la lucha de clases. Este argumento está entrelazado con la versión de Marx de la teoría del valor trabajo que afirma que el trabajo es la fuente de todo valor y, por lo tanto, del beneficio.

"La naturaleza no construye máquinas, ni locomotoras, ferrocarriles, telégrafos eléctricos, etc. Estos son productos de la industria humana. Material natural transformado en órganos de la voluntad humana sobre la naturaleza, o de participación humana en la naturaleza. Son órganos del cerebro humano, creados por la mano humana; el poder del conocimiento, objetivado. El desarrollo del capital fijo indica hasta qué punto el conocimiento social general se ha convertido en una fuerza de producción directa y, en consecuencia, las condiciones del proceso de la vida social están bajo el control del intelecto general y se han transformado de acuerdo con eso."
Karl Marx, Grundrisse

En el imperialismo, la etapa más evolucionada del capitalismo (1916), Vladimir Lenin modificó la teoría marxista clásica y argumentó que el capitalismo necesariamente indujo al capitalismo monopolista, al que también llamó "imperialismo", para encontrar nuevos mercados y recursos, que representan la última y más evolucionada etapa del capitalismo. Algunos economistas marxistas del siglo XX consideran que el capitalismo es una formación social donde los procesos de la clase capitalista dominan, pero no son exclusivos.
Para estos pensadores, los procesos de clase capitalista son simplemente aquellos en los que el trabajo excedente toma la forma de plusvalía, utilizable como capital mientras que otras tendencias para la utilización del trabajo, sin embargo, existen simultáneamente en las sociedades existentes donde predominan los procesos capitalistas. Sin embargo, otros pensadores marxianos tardíos argumentan que una formación social en su conjunto puede ser clasificada como capitalista si el capitalismo es el modo por el cual se extrae un excedente, incluso si la actividad capitalista no produce este excedente, como cuando la mayoría absoluta de la población está comprometida en la actividad económica no capitalista.
David Harvey extiende el pensamiento marxista a través del cual teoriza la producción diferencial de lugar, espacio y activismo político bajo el capitalismo. Utiliza la teoría de la crisis de Marx para ayudar a su argumento de que el capitalismo debe tener sus "soluciones", pero que no podemos predeterminar qué soluciones se implementarán, ni de qué forma serán implementadas.
Esta idea de solución es sugestiva y podría significar una solución como estabilizar, sanar o resolver, o que necesita una solución: la idea de evitar sentirse peor para sentirse mejor. En Límites al capital (1982), Harvey describe un capitalismo sobredeterminado, espacialmente inquieto, unido a la espacialidad de la formación de las crisis y su resolución. Además, su trabajo ha sido fundamental para comprender las contracciones de la acumulación de capital y los movimientos internacionales de los modos de producción capitalistas y los flujos de dinero.
En su ensayo, "Notas hacia una teoría del desarrollo geográfico desigual", Harvey examina las causas de la extrema volatilidad en las fortunas económicas contemporáneas a través y entre los espacios de la economía mundial. Basa este desarrollo desigual en cuatro condicionalidades, siendo estas los procesos de acumulación de capital en la red de la vida socio-ecológica; la acumulación por desposesión; el carácter legal de la acumulación de capital en el espacio y el tiempo; y las luchas políticas, sociales y de "clase" en una variedad de escalas geográficas.

## Sociología política weberiana

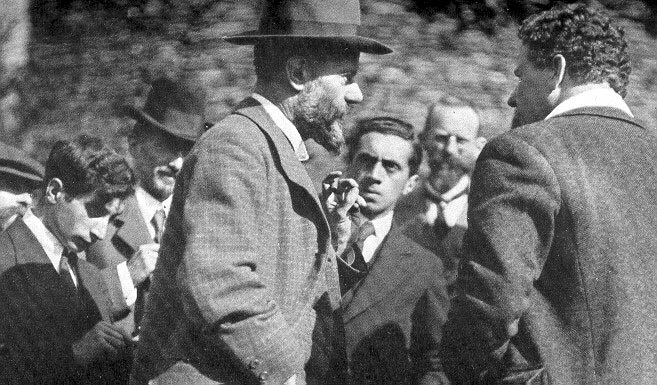
Max Weber en 1917

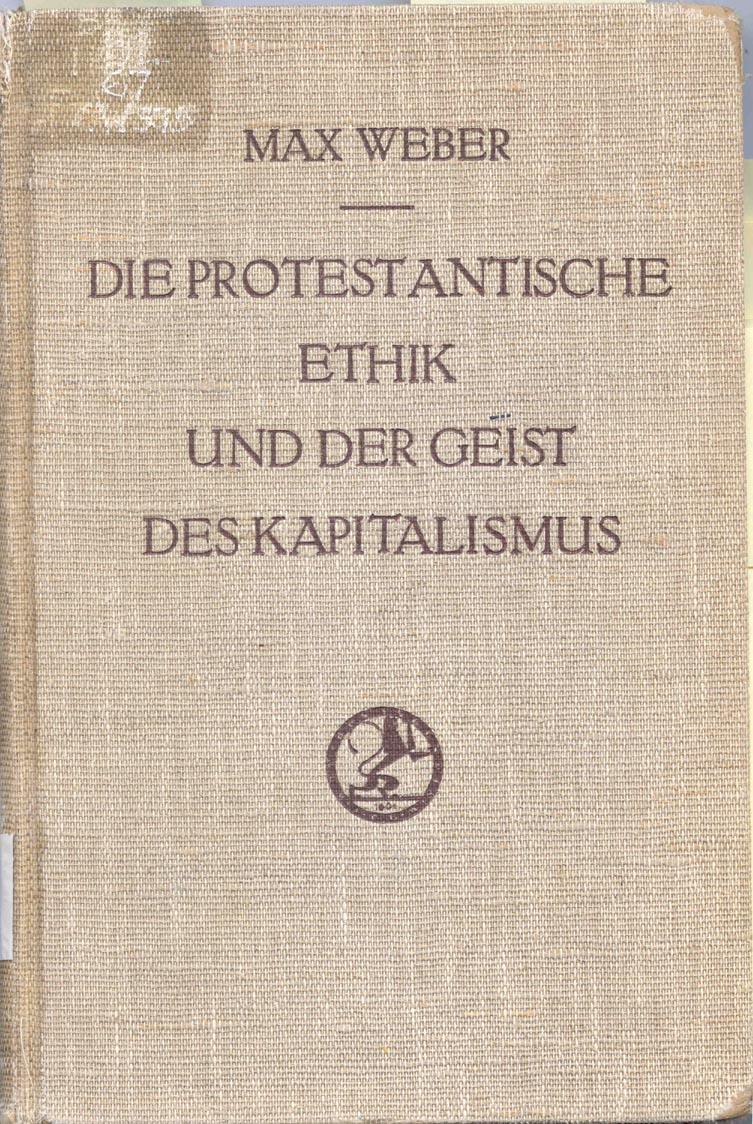
Die protestantische Ethik und der 'Geist' des Kapitalismus. Edición original

En algunas ciencias sociales, la comprensión de las características definitorias del capitalismo ha sido fuertemente influenciada por el teórico social alemán del siglo XIX, Max Weber. Weber consideraba el intercambio de mercado en lugar de la producción como la característica definitoria del capitalismo. En contraste con sus contrapartes en modos anteriores de actividad económica, las empresas capitalistas se caracterizan por su racionalización de la producción, dirigida a maximizar la eficiencia y la productividad, una tendencia que conduce a un proceso sociológico de racionalización envolvente. Según Weber, los trabajadores de las instituciones económicas precapitalistas entendían el trabajo en términos de una relación personal entre el maestro y el oficial en un gremio, o entre el señor y el campesino en una hacienda.
En su libro La ética protestante y el espíritu del capitalismo (1904-1905), Weber buscó rastrear cómo una forma particular de espíritu religioso, infundido en los modos tradicionales de actividad económica, era una condición del capitalismo occidental moderno. Para Weber, el espíritu del capitalismo era, en general, el del protestantismo ascético: esta ideología podía motivar la racionalización extrema de la vida cotidiana, una propensión a acumular capital por parte de una ética religiosa para avanzar económicamente y, por lo tanto, también la propensión a reinvertir el capital: esto era suficiente para crear el "capital automediador" tal como lo concibió Marx.
Esto se ilustra en Proverbios 22:29 "¿Ves a un hombre diligente en su comportamiento? Él se presentará ante los reyes" y en Colosenses 3:23 "Hagas lo que hagas, haz tu trabajo con entusiasmo, como para el Señor en lugar de para los hombres". En la Ética Protestante, Weber afirmó además que "hacer dinero, siempre que se haga legalmente, es, dentro del orden económico moderno, el resultado y la expresión de diligencia en el llamado de uno" y "Si Dios muestra una manera en la que se puede legalmente obtener más que de otra manera (sin mal para tu alma ni para ninguna otra), si te niegas a esto y eliges el camino menos provechoso, cruzas uno de los extremos de tu llamamiento y te niegas a ser el administrador de Dios, y aceptar sus dones y utilizarlos para él cuando Él lo requiera: se puede trabajar para ser rico para Dios, aunque no para la carne y el pecado "(p. 108).
Más generalmente para Weber, el capitalismo occidental era la "organización racional del trabajo formalmente libre". La idea del trabajador "formalmente libre" significaba en el doble sentido de Marx que el trabajador era libre de poseer propiedad y libre de la capacidad de emplear su fuerza de trabajo, es decir, era víctima de la expropiación de sus medios de producción. Es solo en estas condiciones, aún abundantemente obvias en el mundo moderno de Weber, que el capitalismo occidental puede existir.
Para Weber, el capitalismo occidental moderno representaba el orden "ahora vinculado a las condiciones técnicas y económicas de la producción de máquinas que hoy en día determinan las vidas de todos los individuos que nacen en este mecanismo, no solo los que están directamente relacionados con la adquisición económica, con una fuerza irresistible". Tal vez los determinará hasta que se queme la última tonelada de carbón fosilizado "(pág. 123). Esto se ve aún más en su crítica de "especialistas sin espíritu, hedonistas sin corazón" que se estaban desarrollando en su opinión con el desvanecimiento del "espíritu" puritano original asociado con el capitalismo.

## Economía institucional

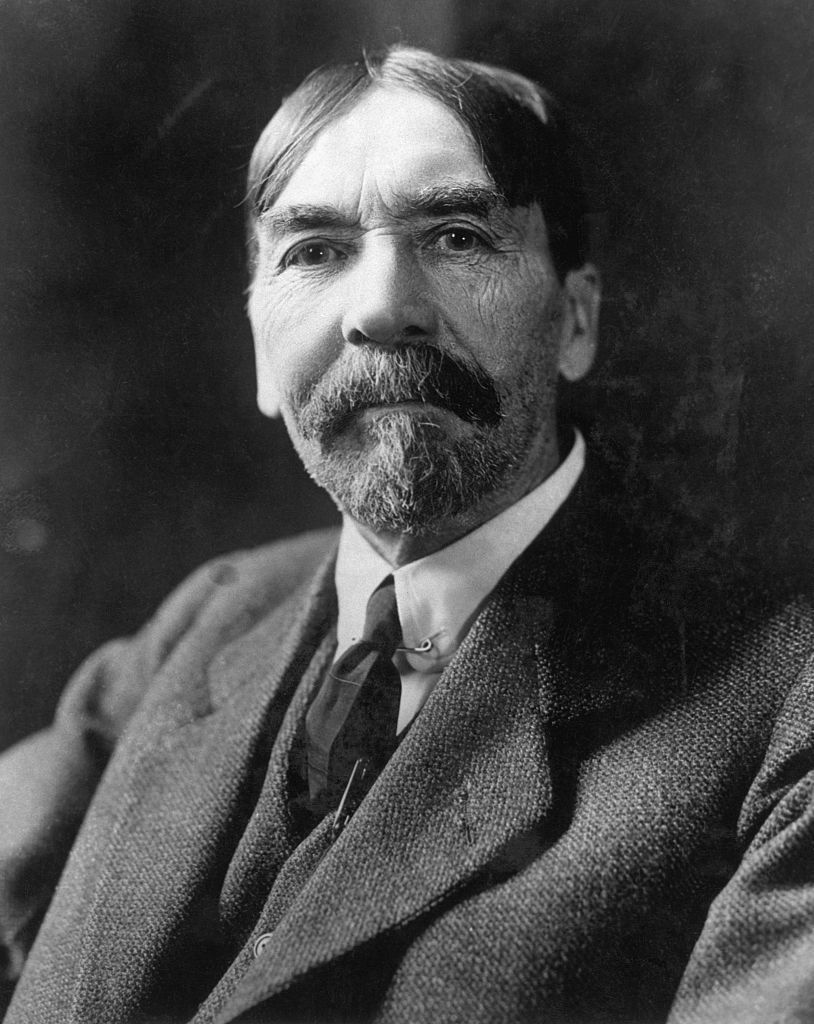
Thorstein Veblen

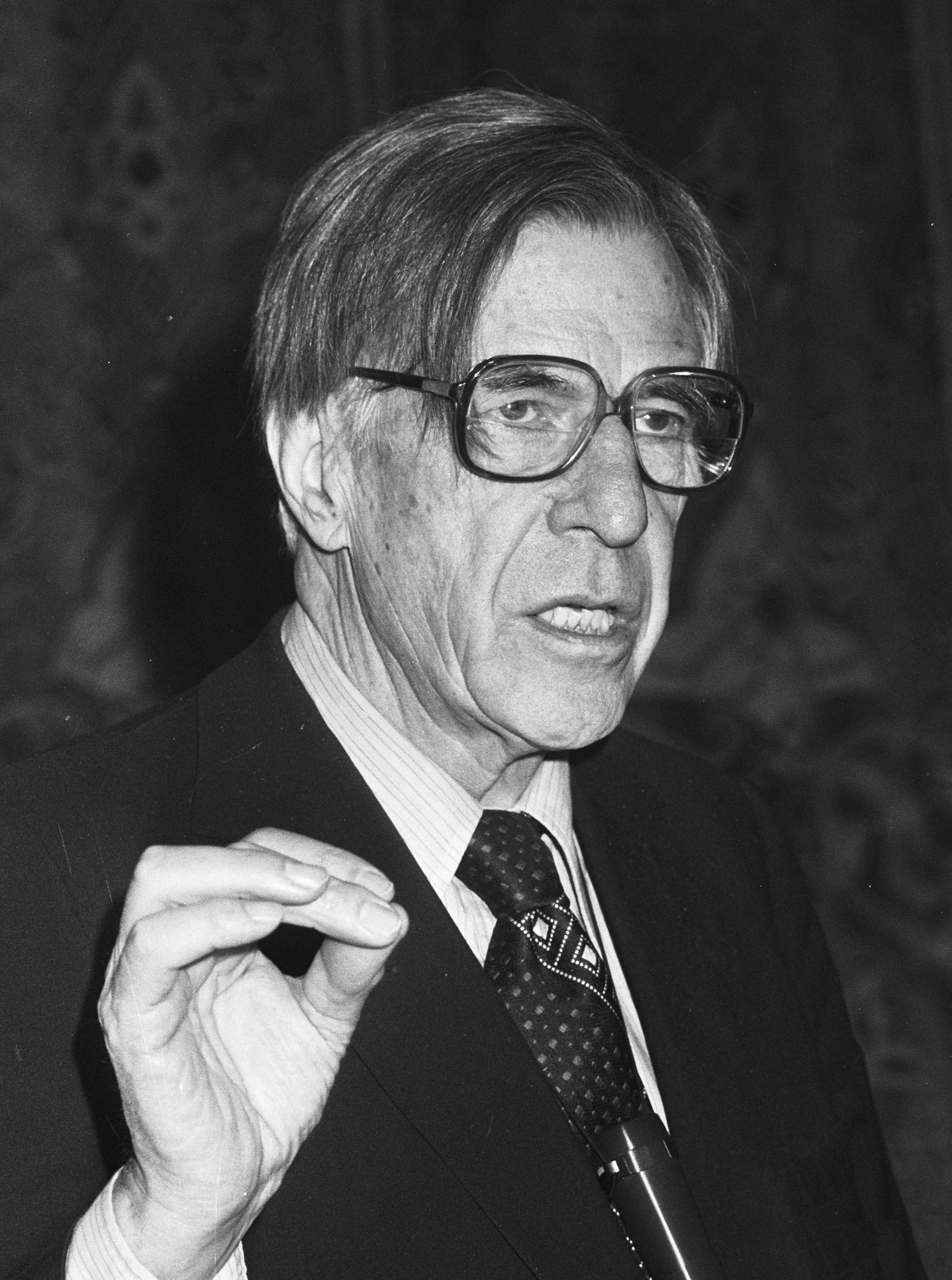
John Kenneth Galbraith 1982

La que fue una vez la principal escuela de pensamiento económico en los Estados Unidos, la economía institucional sostiene que el capitalismo no puede separarse del sistema político y social en el que está incrustado. Destaca los fundamentos legales del capitalismo (ver John R. Commons) y los procesos evolutivos, habituados y volitivos mediante los cuales las instituciones se erigen y luego se modifican (ver John Dewey, Thorstein Veblen y Daniel Bromley).
Una figura clave en la economía institucional fue Thorstein Veblen, quien en su libro The Theory of the Leisure Class (1899) analizó las motivaciones de las personas ricas en el capitalismo, quienes conspicuamente consumían sus riquezas como una forma de demostrar el éxito. El concepto de consumo conspicuo estaba en directa contradicción con la visión neoclásica de que el capitalismo era eficiente.
En The Theory of Business Enterprise (1904), Veblen distinguió las motivaciones de la producción industrial para que la gente usara cosas de las motivaciones comerciales que usaban, o usaban mal la infraestructura industrial con fines de lucro, argumentando que la primera a menudo se ve obstaculizada porque las empresas persiguen esta última. La producción y el avance tecnológico están restringidos por las prácticas comerciales y la creación de monopolios. Según él las empresas protegen sus inversiones de capital existentes y emplean un crédito excesivo, lo que lleva a depresiones y aumenta el gasto militar y la guerra a través del control empresarial del poder político.
El miembro moderno más influyente de la economía institucional fue John Kenneth Galbraith. Las ideas principales de Galbraith se centraron en la influencia del poder de mercado de las grandes corporaciones. Creía que este poder de mercado debilitaba el principio ampliamente aceptado de la soberanía de los consumidores, permitiendo a las empresas ser productores de precios, en lugar de compradores de precios, permitiendo a las corporaciones con mayor poder de mercado aumentar la producción de sus bienes más allá de una cantidad eficiente. Además, creía que el poder de mercado desempeñaba un papel importante en la inflación. Sostuvo que las corporaciones y los sindicatos solo podían aumentar los precios en la medida en que permitiera su poder de mercado. Argumentó que en situaciones de excesivo poder de mercado, los controles de precios controlaban efectivamente la inflación, pero que no se utilizarían en mercados que fueran básicamente eficientes, como los bienes agrícolas y la vivienda. Señaló que los controles de precios eran mucho más fáciles de aplicar en las industrias con relativamente pocos compradores y vendedores. La opinión de Galbraith sobre el poder de mercado no era del todo negativa, también señaló que el poder de las empresas estadounidenses jugó un papel en el éxito de la economía estadounidense.
En La sociedad opulenta Galbraith afirma que la teoría económica clásica era verdadera para las eras antes del presente, que eran épocas de la "pobreza". Ahora, sin embargo, hemos pasado de una época de pobreza a una edad de "opulencia", y para tal edad, se necesita una teoría económica completamente nueva. El argumento principal de Galbraith es que a medida que la sociedad se vuelve relativamente más rica, las empresas privadas deben crear la demanda de los consumidores a través de la publicidad, y mientras esto genera opulencia artificial a través de la producción de bienes y servicios comerciales, el sector público se descuida. Señala que mientras muchos estadounidenses eran capaces de comprar artículos de lujo, sus parques estaban contaminados y sus hijos asistían a escuelas mal mantenidas. Sostiene que los mercados por sí solos no proporcionan (o fallan en absoluto) para muchos bienes públicos, mientras que los bienes privados son típicamente "sobreproporcionados" debido al proceso de publicidad creando una demanda artificial por encima de las necesidades básicas del individuo. Este énfasis en el poder de la publicidad y el consiguiente consumo excesivo puede haber anticipado la caída de las tasas de ahorro en Estados Unidos y en otras partes del mundo en desarrollo. Esto describe perfectamente el tipo de sociedad capitalista actual en la mayoría de países. Galbraith propuso restringir el consumo de ciertos productos mediante un mayor uso de los impuestos pigouvianos y los impuestos sobre el valor de la tierra, argumentando que esto podría ser más eficiente que otras formas de impuestos, como los impuestos sobre el trabajo. La propuesta más importante de Galbraith era un programa que él llamó "inversión en hombres" - un programa de educación a gran escala financiado con fondos públicos, destinado a capacitar a los ciudadanos comunes.

## Escuela historicista alemana y Escuela austriaca

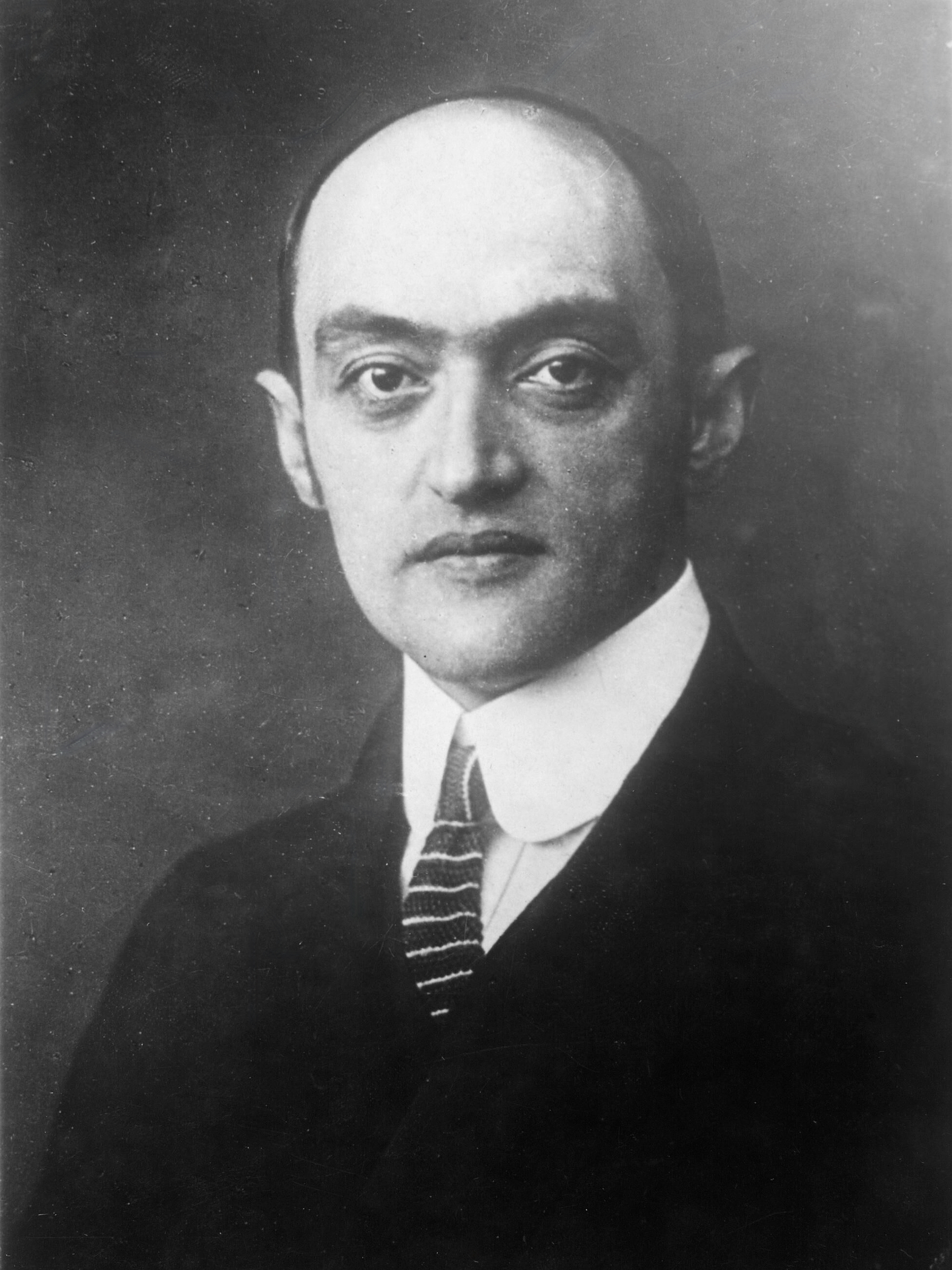
Joseph Schumpeter

Desde la perspectiva de la Escuela historicista alemana, el capitalismo se identifica principalmente en términos de la organización de la producción para los mercados. Aunque esta perspectiva comparte raíces teóricas similares a la de Weber, su énfasis en los mercados y el dinero le da un enfoque diferente. Para los seguidores de la Escuela alemana, el cambio clave de los modos tradicionales de actividad económica al capitalismo implicó el cambio de las restricciones medievales sobre el crédito y el dinero para pasar a la economía monetaria moderna combinada con un mayor énfasis en la motivación de lucro.
A finales del siglo XIX, la Escuela alemana de economía divergió con la Escuela austriaca de economía emergente, dirigida en ese momento por Carl Menger. Las generaciones posteriores de seguidores de la Escuela austriaca continuaron influyendo en el pensamiento económico occidental durante gran parte del siglo XX. El economista austriaco Joseph Schumpeter, un precursor de la Escuela austriaca de economía, enfatizó la "destrucción creativa" del capitalismo, el hecho de que las economías de mercado experimentan cambios constantes.
En cualquier momento del tiempo, postula Schumpeter, hay industrias en crecimiento e industrias en declive. Schumpeter y muchos economistas contemporáneos influenciados por su trabajo argumentan que los recursos deberían fluir desde el declive a las industrias en expansión para que una economía crezca, pero reconocieron que a veces los recursos se mantienen en las industrias en declive debido a las diversas formas de resistencia institucional al cambio. .

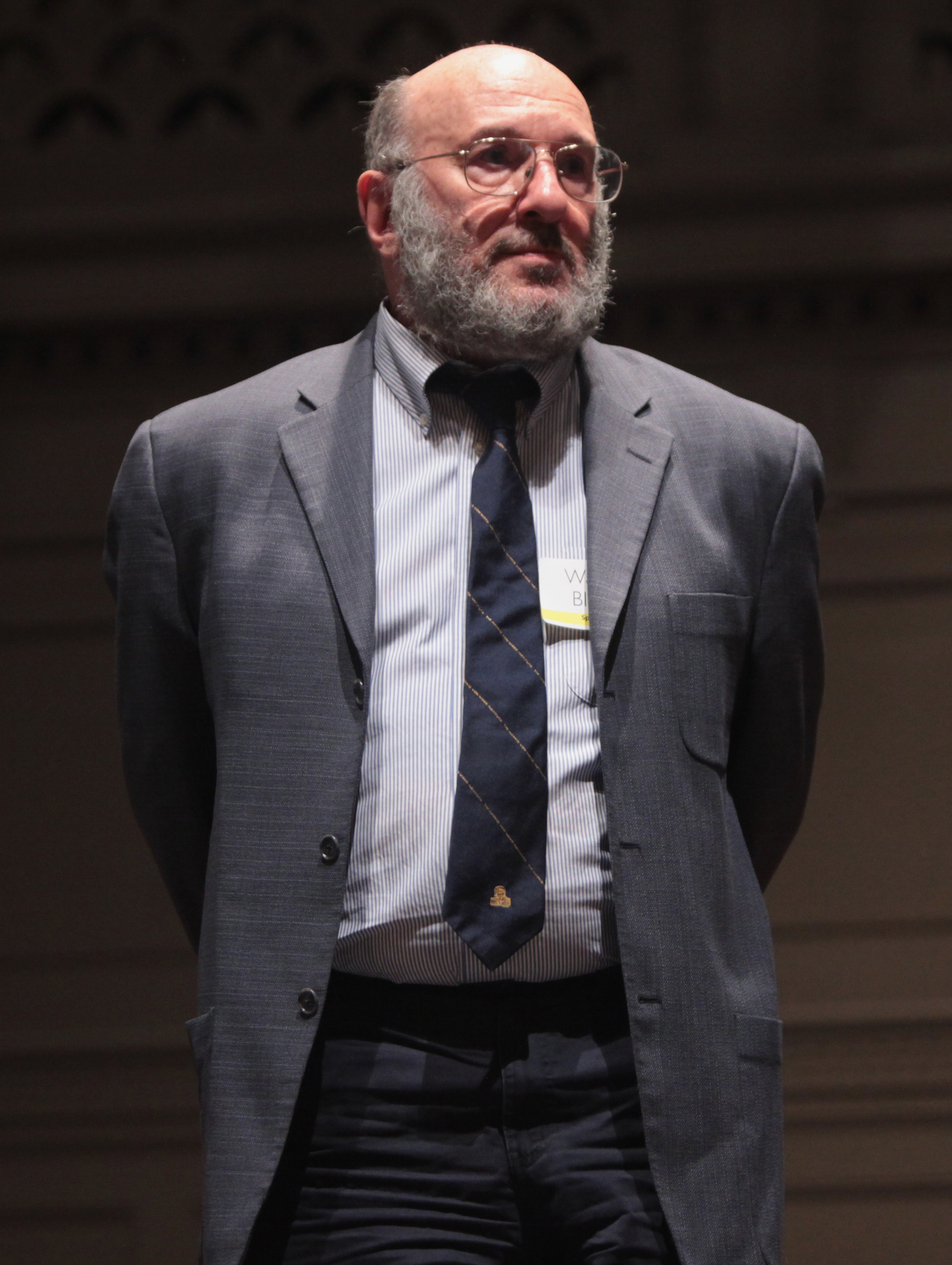
Walter Block

Los economistas austriacos Ludwig von Mises y Friedrich Hayek se encontraban entre los principales defensores de la economía de mercado contra los defensores de las economías socialistas planificadas del siglo XX. Mises y Hayek argumentaron que solo el capitalismo de mercado podía manejar una economía moderna y compleja.

"El efecto de que las personas acuerden que debe haber una planificación central, sin acordar los fines, será más bien como si un grupo de personas se comprometiera a emprender un viaje juntos sin acordar a dónde quieren ir; con el resultado de que es posible que todos tengan que hacer un viaje que la mayoría de ellos no quieren en absoluto."
Friedrich Hayek, El camino a la servidumbre.

Entre sus argumentos estaba el problema del cálculo económico, que fue propuesto por primera vez por Mises en 1920 y luego fue expuesto por Hayek. [3] El problema al que nos referimos es el de cómo distribuir los recursos racionalmente en una economía. La solución de mercado libre es el mecanismo del precio, en el que las personas individualmente tienen la capacidad de decidir cómo se debe distribuir un bien o servicio en función de su disposición a dar dinero por ello. El precio transmite información sobre la abundancia de recursos, así como su conveniencia, lo que a su vez permite correcciones que evitan la escasez y los excedentes sobre la base de decisiones de consenso individuales.
Mises y Hayek argumentaron que esta es la única solución posible y sin la información proporcionada por los precios del mercado, el socialismo carece de un método para asignar recursos de manera racional. Mises argumentó en un famoso artículo de 1920 "Cálculo económico en la comunidad socialista" que los sistemas de fijación de precios en las economías socialistas eran necesariamente deficientes porque si el gobierno poseía o controlaba los medios de producción, entonces no se podían obtener precios racionales para los bienes de capital como eran simplemente las transferencias internas de bienes en un sistema socialista y no "objetos de intercambio", a diferencia de los bienes finales, por lo tanto, no tenían precio y, por lo tanto, el sistema sería necesariamente ineficiente ya que los planificadores centrales no sabrían cómo asignar los recursos disponibles de manera eficiente. Esto lo llevó a declarar que "la actividad económica racional es imposible en una comunidad socialista". Mises desarrolló su crítica del socialismo más completamente en su libro de 1922, Socialismo: un análisis económico y sociológico.
Como una economía moderna produce una gran variedad de bienes y servicios y está formada por una gran variedad de consumidores y empresas, afirmaron Mises y Hayek, los problemas de información que enfrenta cualquier otra forma de organización económica que no sea el capitalismo de mercado excederían su capacidad para manejar información. Los pensadores dentro de la economía de la oferta se basaron en el trabajo de la Escuela Austriaca y enfatizan especialmente la ley de Say de que "la oferta crea su propia demanda". Para esta escuela, el capitalismo se define por la falta de restricción estatal sobre las decisiones de los productores.
Los economistas austriacos afirman que Marx no hizo la distinción entre capitalismo y mercantilismo. Argumentan que Marx combinó las doctrinas imperialista, colonialista, proteccionista e intervencionista del mercantilismo con el capitalismo.
La Escuela austriaca de economía, ha sido una gran influencia en algunas formas de liberalismo en el que el laissez-faire del capitalismo es considerado el ideal de sistema económico. Esto influyó en los economistas y los filósofos políticos y teóricos, incluyendo a Henry Hazlitt, Hans-Hermann Hoppe, Israel Kirzner, Murray Rothbard, Walter Block y Richard M. Ebeling.

## Economía Keynesiana

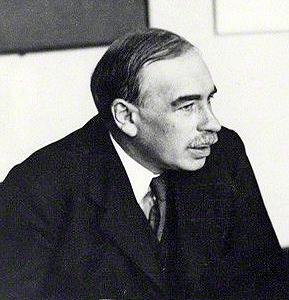
John Maynard Keynes

### Planteamientos de Keynes

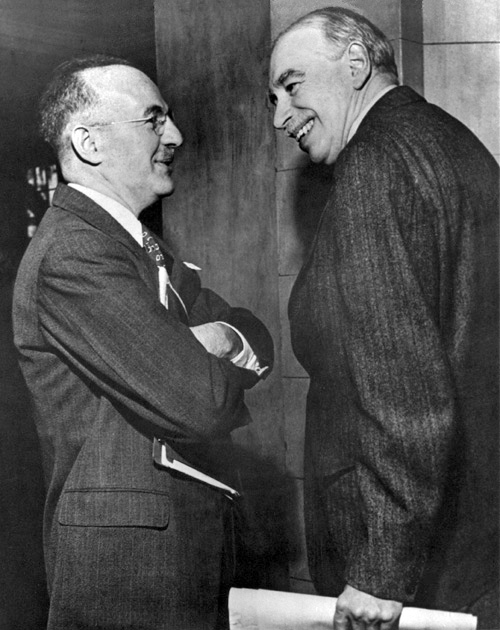
White y Keynes en las negociaciones preparatorias de la Conferencia de Bretton Woods

En su obra magna Teoría general del empleo, el interés y el dinero de 1937, el economista británico John Maynard Keynes argumentó que el capitalismo sufría un problema básico en su capacidad para recuperarse de los períodos de desaceleración de la inversión. Keynes argumentó que una economía capitalista podría permanecer en un equilibrio indefinido a pesar del alto desempleo.
Esencialmente, rechazando la ley de Say, argumentó que algunas personas pueden tener una preferencia de liquidez que les haría preferir mantener la posesión de su dinero en lugar de comprar nuevos bienes o servicios, lo que por lo tanto planteaba la posibilidad de que la Gran Depresión no terminaría sin lo que él denominó en la Teoría General, "Una socialización algo comprensiva de la inversión".
La economía keynesiana desafió la idea de que la economía capitalista de laissez-faire podría funcionar bien por sí sola sin la intervención del estado para promover la demanda agregada, combatir el alto desempleo y la deflación del tipo que se vio durante los años treinta. Él y sus seguidores recomendaron "bombear liquidez" a la economía para evitar la recesión: reducir los impuestos, aumentar los préstamos y gastos del gobierno durante una recesión económica. Esto iba a ir acompañado de tratar de controlar los salarios a nivel nacional, en parte mediante el uso de la inflación para recortar los salarios reales y disuadir a las personas de su mantener dinero.

El remedio correcto para el ciclo comercial no se encuentra en abolir los auges y, por lo tanto, mantenernos permanentemente en una situación de semi-recesión; sino en abolir las depresiones y así mantenernos permanentemente en un casi boom."
John Maynard Keynes, Teoría general del empleo, el interés y el dinero

Keynes trató de proporcionar soluciones a muchos de los problemas de Marx sin abandonar por completo la comprensión clásica del capitalismo. Su trabajo intentó demostrar que la regulación puede ser efectiva y que los estabilizadores económicos pueden frenar las agresiones de la expansión y la recesión que a Marx no le gustaban. Estos cambios buscaban crear más estabilidad en el ciclo económico y reducir los abusos a los trabajadores. Los economistas keynesianos argumentan que las políticas keynesianas fueron una de las razones principales por las que el capitalismo pudo recuperarse después de la Gran Depresión.

### Críticas al Keynesianismo
Sin embargo, las premisas de la obra de Keynes han sido desde entonces desafiadas por la economía neoclásica y de la oferta y la Escuela austriaca. Otro desafío al pensamiento keynesiano provino de su colega Piero Sraffa y posteriormente de la escuela neoricardiana que siguió a Sraffa. En el análisis altamente técnico de Sraffa, el capitalismo está definido por un sistema completo de relaciones sociales entre productores y consumidores, pero con un énfasis primario en las demandas de producción. Según Sraffa, la tendencia del capital a buscar su mayor tasa de ganancia provoca una inestabilidad dinámica en las relaciones sociales y económicas.

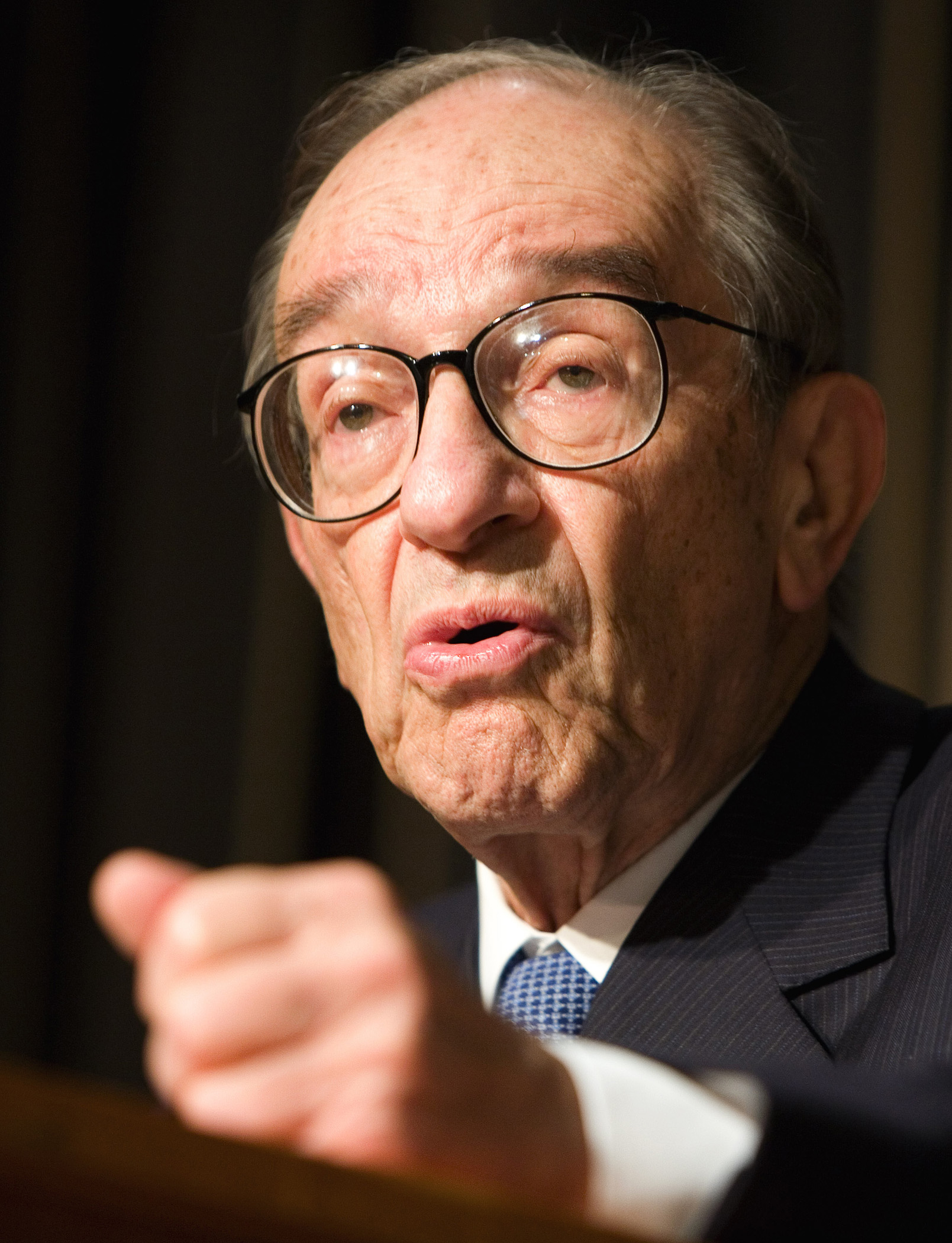
Alan Greenspan en 2007

En 1976, Robert Lucas, de la escuela de economía de Chicago, presentó la crítica de Lucas, que cuestionaba la lógica detrás de la formulación de políticas macroeconómicas keynesianas. La nueva economía clásica se convirtió en la escuela dominante en macroeconomía. A mediados de la década de 1970, los responsables de las políticas comenzaron a perder su confianza en la efectividad de la intervención del gobierno en la economía. En los EE. UU., la Reserva Federal bajo Paul Volcker adoptó políticas similares de ajuste monetario para controlar la inflación.
El monetarismo logró reducir la inflación, pero a costa de tasas de desempleo superiores al 10%, causando la recesión más profunda que se observa en los países desarrollados desde el final de la Gran Depresión y las graves crisis de deuda en el mundo en desarrollo. Contrariamente a las predicciones monetaristas, la relación entre el suministro de dinero y el nivel de precios resultó poco confiable a corto y mediano plazo. Otra predicción monetarista no confirmada en la práctica fue que la velocidad de circulación del dinero no se mantuvo constante, de hecho, se redujo drásticamente. La Reserva Federal de los EE. UU. comenzó a aumentar el suministro de dinero por encima de los umbrales recomendados por los monetaristas sin efecto sobre la inflación, y descartó el monetarismo en 1984 y el Banco de Inglaterra en octubre de 1985.

### Contracorriente keynesiana. 1999-2007
Para las economías avanzadas después del crash del mercado de la burbuja de las puntocom del 2000, hubo un alejamiento significativo de las políticas de libre mercado. En Estados Unidos hubo un retorno por parte del gobierno de George W. Bush a una forma moderada de política keynesiana, con tasas de interés reducidas para aliviar el desempleo y evitar la recesión, junto con una forma de intervención fiscal con recortes fiscales de emergencia para impulsar el gasto. En Gran Bretaña, el Canciller del Exchequer, Gordon Brown, había dejado constancia de que "el verdadero desafío era interpretar las ideas de Keynes para el mundo moderno".

Para la primera mitad de la década de 2000, las influencias del mercado libre se mantuvieron fuertes en poderosas instituciones normativas como el Banco Mundial, el FMI y en prominentes medios de opinión como el Financial Times y The Economist. La opinión del Consenso de Washington de que los desequilibrios de cuenta corriente no importaban continuó incluso frente a un déficit estadounidense cada vez mayor, y la opinión académica predominante solo tiene la opinión de que los desequilibrios son insostenibles sobre el año 2007. Otra opinión antikeynesiana notable que siguió siendo dominante en los círculos de formulación de políticas de los Estados Unidos y el Reino Unido fue la idea de que los mercados funcionan mejor si no están regulados.

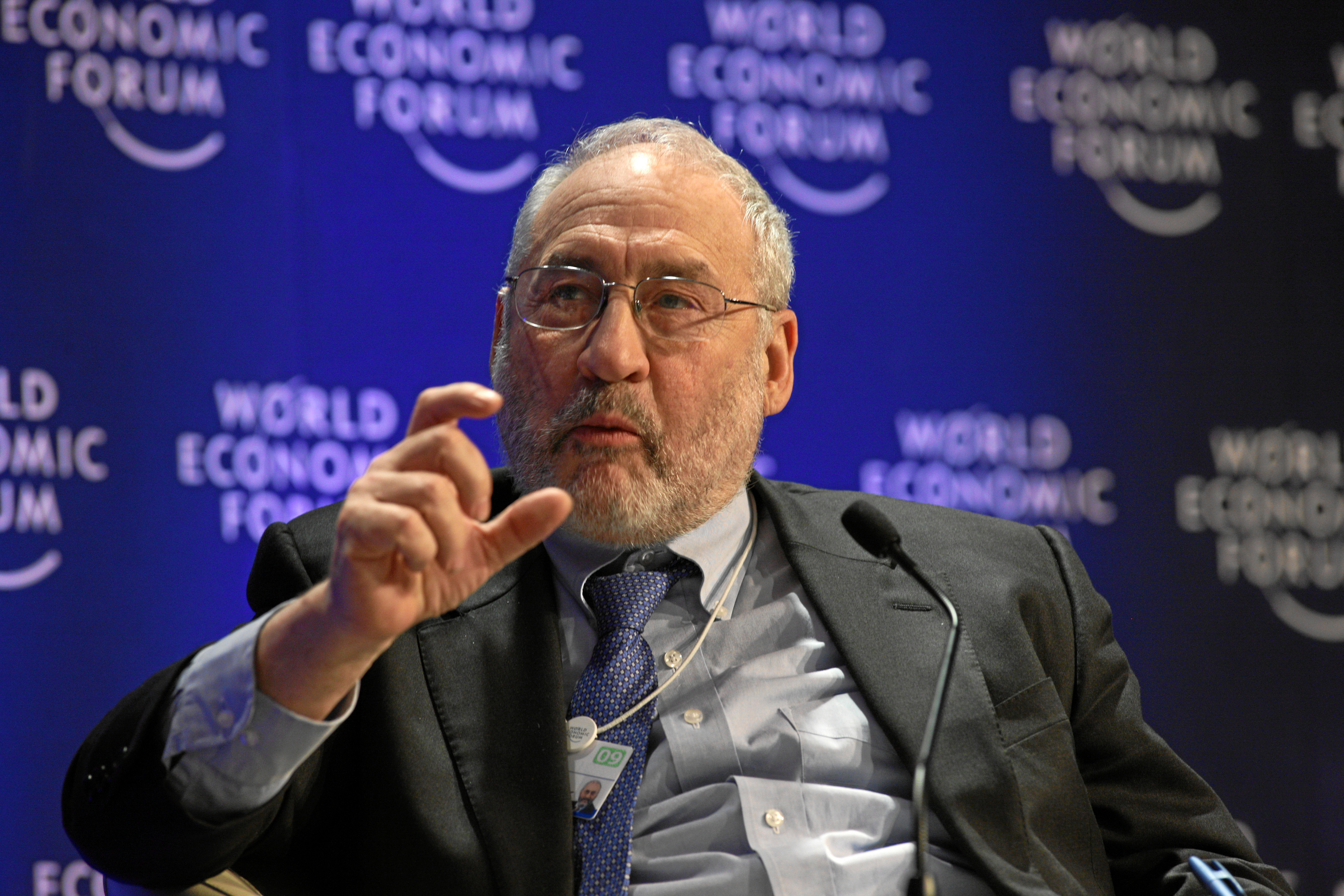
Joseph Stiglitz - World Economic Forum Annual Meeting Davos 2009

En el mundo de la opinión popular hubo un aumento en la oposición mercado libre, con protestas antiglobalización cada vez más notorias después de 1998. Para 2007, había habido superventas promoviendo la economía keynesiana o al menos políticas mixtas: The Shock Doctrine de Naomi Klein y Currency Wars de Song Hongbing.

### Resurgimiento keynesiano posterior a 2008
Tras las crisis financieras de 2008, los responsables de las políticaseconómicas reavivaron el pensamiento keynesiano a favor de una intervención gubernamental sólida, que el Financial Times describió como una "sorprendente inversión de la ortodoxia de las últimas décadas". En 2009, las ideas de Keynes volvieron a ser una inspiración central para la respuesta global a la crisis financiera de 2007-2010.

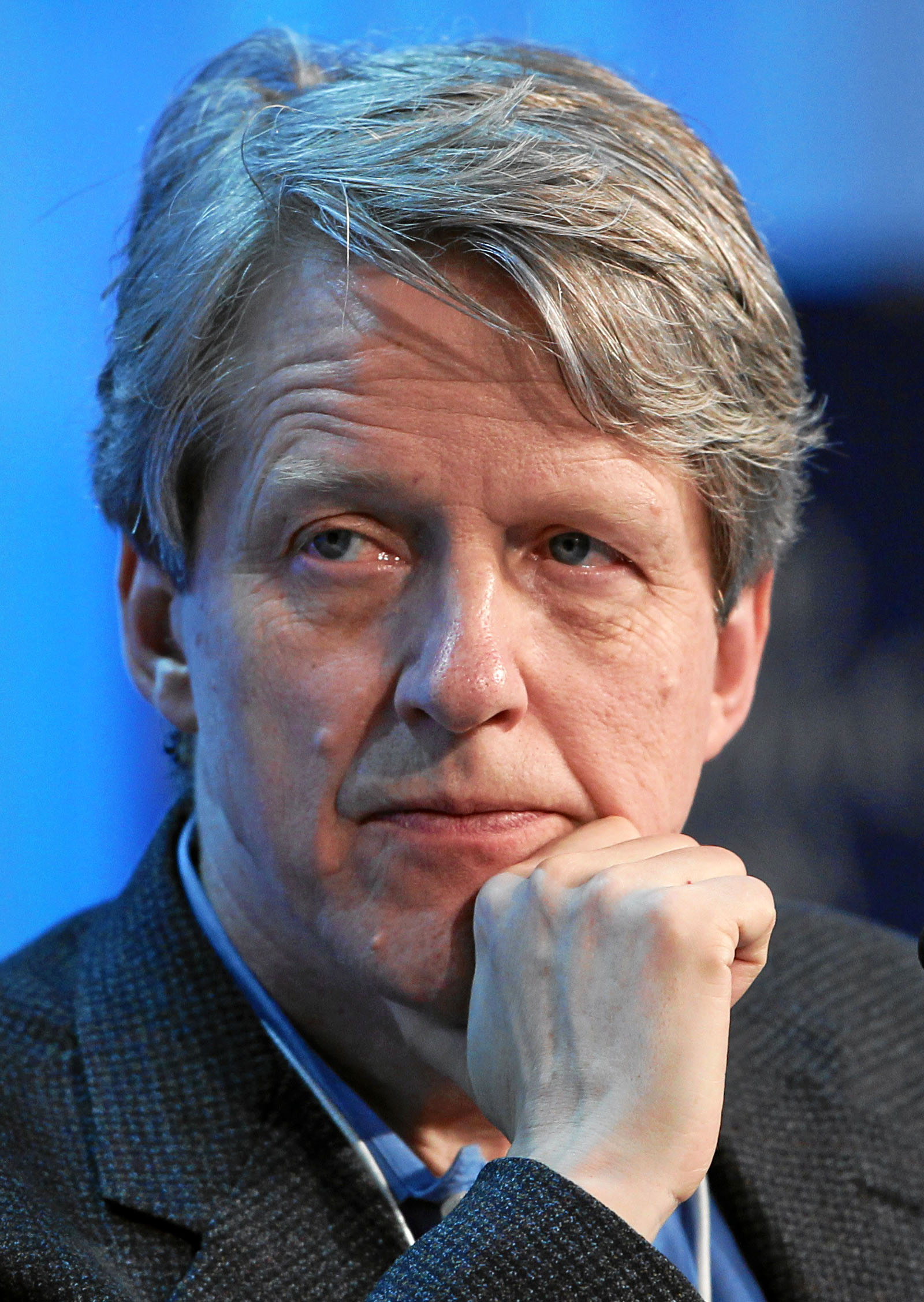
Robert Shiller - World Economic Forum Annual Meeting 2012

En 2008, se produjo un rápido cambio de opinión entre muchos prominentes economistas a favor del estímulo keynesiano, y, a partir de octubre, los responsables políticos comenzaron a anunciar importantes paquetes de estímulo, con la esperanza de evitar la posibilidad de una depresión global. A principios de 2009 hubo una amplia aceptación entre los responsables de la política económica mundial sobre la necesidad de un estímulo fiscal. Sin embargo, a fines de 2009, el consenso entre los economistas comenzó a desmoronarse. En 2010, con una depresión evitada pero el desempleo en muchos países todavía era elevado, los responsables de las políticas en general decidieron no tomar más medidas de estímulo fiscal, y varios mencionaron preocupaciones sobre la deuda pública como justificación. La política monetaria no convencional siguió utilizándose en los intentos de aumentar la actividad económica. Para 2016, había aumentado la preocupación de que la política monetaria estaba llegando al límite de su efectividad, y varios países comenzaron a regresar al estímulo fiscal.
Otras áreas donde la opinión ha cambiado hacia una perspectiva keynesiana incluyen:
- Desequilibrios comerciales globales. Keynes dio gran importancia a evitar grandes déficits comerciales o superávits, pero luego del desplazamiento keynesiano, una visión influyente en Occidente fue que los gobiernos no deben preocuparse por ellos. Desde finales de 2008, los desequilibrios son una vez más ampliamente vistos como un área que preocupa al gobierno.
- Controles de capital. Keynes apoyó fuertemente el uso de controles para frenar el movimiento internacional de capital, especialmente los flujos especulativos a corto plazo, pero en los años setenta y ochenta, la opinión de los economistas e instituciones occidentales se opuso firmemente a ellos. Durante 2009 y 2010, los controles de capital una vez más llegaron a ser vistos como una parte aceptable de un conjunto de herramientas de política macroeconómica del gobierno, aunque instituciones como el FMI todavía advierten contra el uso excesivo.

- Escepticismo sobre el papel de las matemáticas en la economía académica y en la toma de decisiones económicas. A pesar de su título en matemáticas, Keynes se mantuvo escéptico sobre la utilidad de los modelos matemáticos para resolver problemas económicos. Las matemáticas, sin embargo, se volvieron cada vez más centrales para la economía. Excepto en el campo de la Teoría de juegos, ha habido numerosas peticiones de una ampliación de la economía para hacer un mayor uso de las disciplinas distintas de las matemáticas. En las esferas prácticas de la banca y las finanzas, ha habido advertencias en contra de la dependencia excesiva en los modelos matemáticos, que se han mantenido como una de las causas contribuyentes de las crisis de 2008-09.

En marzo de 2008 Martin Wolf, comentarista jefe de economía del Financial Times, anunció la muerte del sueño del capitalismo global de libre mercado, y citó a Josef Ackermann, director ejecutivo de Deutsche Bank, diciendo "ya no creer en el poder de autocuración del mercado ". Poco después, el economista Robert J. Shiller comenzó a abogar por una fuerte intervención del gobierno para enfrentar la crisis financiera, citando a Keynes. El economista James K. Galbraith usó la 25.ª Conferencia Milton Friedman para lanzar un ataque radical contra el consenso de la economía monetarista y argumentó que la economía keynesiana era mucho más relevante para enfrentar las crisis emergentes.

## Economía de la oferta.

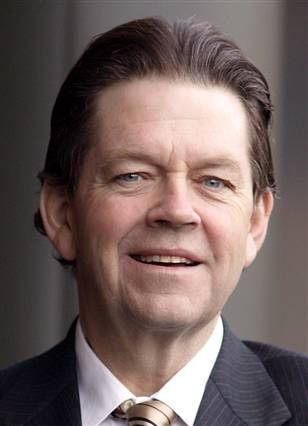
Artur Laffer

La economía del lado de la oferta es una escuela de pensamiento macroeconómico que argumenta que el crecimiento económico se puede crear de manera más efectiva al reducir las barreras para que las personas produzcan bienes y servicios (de la oferta), como ajustar el impuesto sobre la renta y las tasas de impuestos sobre las ganancias de capital y al permitir una mayor flexibilidad reduciendo la regulación. Los consumidores se beneficiarán de una mayor oferta de bienes y servicios a precios más bajos.
Se pensó que el término "economía del lado de la oferta" fue acuñado durante algún tiempo por el periodista Jude Wanniski en 1975, pero, según Robert D. Atkinson en Supply-Side Follies, el término "lado de la oferta" ("fiscalistas del lado de la oferta "fue utilizado por primera vez en 1976 por Herbert Stein (un exasesor económico del presidente Nixon) y solo ese año fue repetido este término por Jude Wanniski. Su uso connota las ideas de los economistas Robert Mundell y Arthur Laffer. Hoy en día, la economía del lado de la oferta a menudo se combina con el término políticamente retórico "economía de goteo", pero como Jude Wanniski señala en su libro The Way The World Works, la economía de goteo es el keynesianismo conservador asociado con el Partido Republicano.

"Lo que el sistema de asistencia social y otros tipos de programas gubernamentales están haciendo es pagarle a las personas para que fracasen. En la medida en que fallan, reciben el dinero; en la medida en que tengan éxito, incluso en una medida moderada, el dinero es retirado."
 Thomas Sowell durante una discusión en la serie de televisión "Free to Choose" de Milton Friedman en 1980

Las recomendaciones de política típicas de la economía del lado de la oferta son tasas impositivas marginales más bajas y menos regulación. Los beneficios máximos de la política tributaria se logran optimizando las tasas impositivas marginales para estimular el crecimiento, aunque es un malentendido común que los aspectos económicos de la oferta solo se refieren a la política tributaria cuando se trata de eliminar las barreras a la producción en general.
Muchos de los primeros defensores argumentaron que el tamaño del crecimiento económico sería lo suficientemente significativo como para que el aumento de los ingresos del gobierno proveniente de una economía de crecimiento más rápido fuera suficiente para compensar completamente los costos a corto plazo de un recorte de impuestos y que los recortes impositivos podrían, de hecho, causar Ingresos totales en aumento.

## La economía neoclásica y la Escuela de Chicago

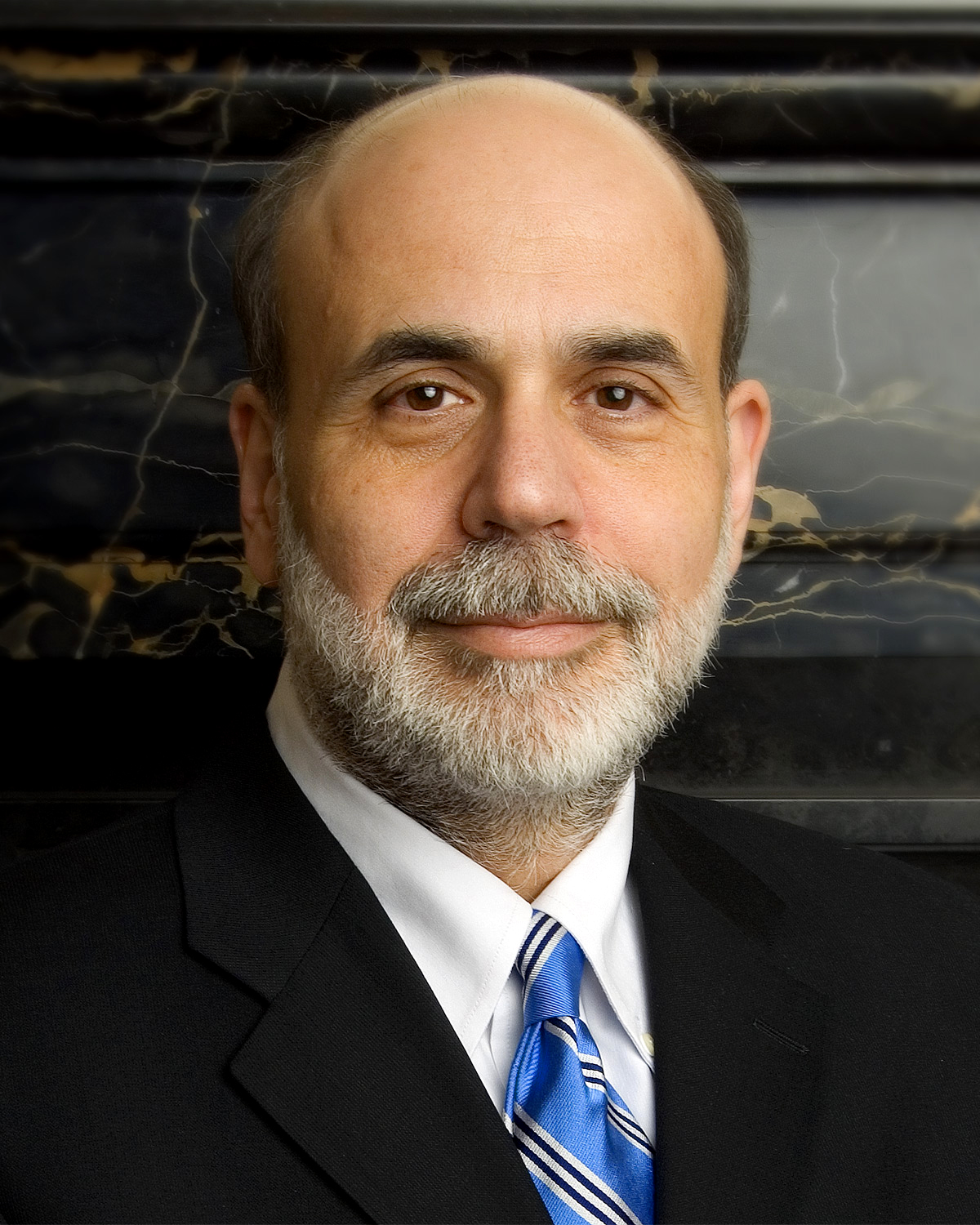
Ben Bernanke

Hoy en día, la investigación académica mayoritaria sobre el capitalismo en el mundo occidental se basa en el pensamiento económico neoclásico. Le favorece una amplia coordinación del mercado y patrones relativamente neutrales de regulación gubernamental del mercado dirigidos a mantener los derechos de propiedad; mercados laborales desregulados; gobierno corporativo dominado por los dueños financieros de las empresas; y sistemas financieros que dependen principalmente del financiamiento basado en el mercado de capitales en lugar del financiamiento estatal.
Milton Friedman tomó muchos de los principios básicos establecidos por Adam Smith y los economistas clásicos y les dio un nuevo giro. Un ejemplo de esto es su artículo en la edición de septiembre de 1970 de The New York Times, donde afirma que la responsabilidad social de las empresas es "usar sus recursos y participar en actividades diseñadas para aumentar sus ganancias ... (a través de) la competencia abierta y libre, sin engaños ni fraudes ". Esto es similar al argumento de Smith de que el interés propio a su vez beneficia a toda la sociedad.

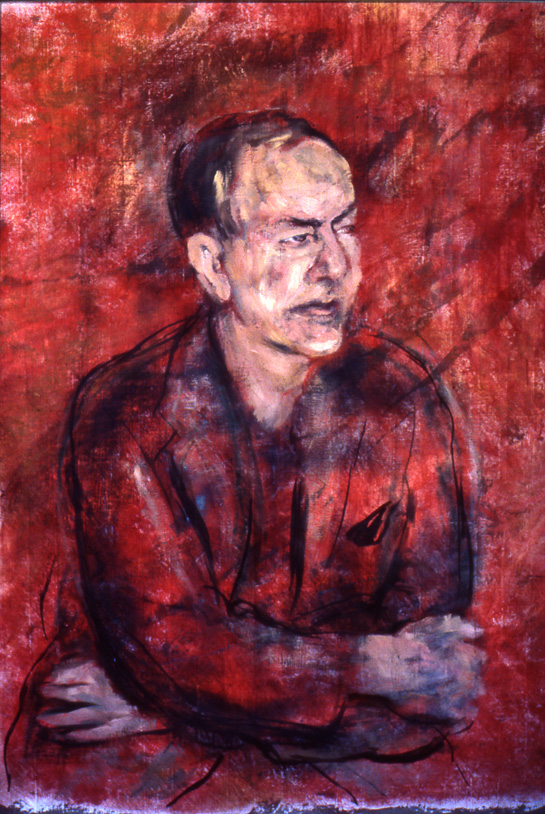
Herbert A. Simon

Un trabajo como este ayudó a sentar las bases para la próxima comercialización (o privatización) de las empresas estatales y la economía de la oferta de Ronald Reagan y Margaret Thatcher. La Escuela de Economía de Chicago es más conocida por su defensa del libre mercado y sus ideas monetaristas. Según Friedman y otros monetaristas, las economías de mercado son intrínsecamente estables si se las deja solas y las depresiones se deben únicamente a la intervención del gobierno.

"Uno de los grandes errores es juzgar las políticas y los programas por sus intenciones y no por sus resultados."
Milton Friedman, entrevista con Richard Heffner en The Open Mind (7 de diciembre de 1975)

Friedman argumentó que la Gran Depresión fue el resultado de una contracción de la oferta monetaria controlada por la Reserva Federal y no por la falta de inversión, como sostenía John Maynard Keynes: " Se produjo un retraso adicional entre el reconocimiento de la necesidad de acción y la adopción de medidas; y un retraso aún mayor entre la acción y sus efectos". Ben Bernanke, expresidente de la Reserva Federal, se encuentra entre los economistas que generalmente aceptan el análisis de Friedman sobre las causas de la Gran Depresión.
Los economistas neoclásicos consideran que el valor es subjetivo, que varía de persona a persona y para la misma persona en diferentes momentos y, por lo tanto, rechazan la teoría del valor del trabajo. El marginalismo es la teoría de que el valor económico resulta de la utilidad marginal y el costo marginal (los conceptos marginales). Estos economistas consideran que los capitalistas obtienen ganancias al renunciar al consumo actual, al asumir riesgos y al organizar la producción.

## Economía ortodoxa
La economía ortodoxa es un término utilizado para referirse a la economía no heterodoxa que se enseña en universidades prominentes. Está más estrechamente asociada con la economía neoclásica, o más precisamente, con la síntesis neoclásica, que combina el enfoque neoclásico en la microeconomía con enfoque Keynesiano en la macroeconomía.
Los economistas convencionales no son generalmente separados en escuelas, pero dos importantes escuelas económicas de pensamiento son las "escuelas de agua salada y de agua dulce". Las escuelas de agua salada constan de las universidades y otras instituciones localizadas cerca la Costa Este y Oeste de los Estados Unidos, como Berkeley, Harvard, Instituto de Tecnología de Massachusetts, Universidades de Pensilvania, Princeton, Columbia, Duque, Stanford y Yale. Las escuelas de agua dulce incluyen la Universidad de Chicago, la Universidad Carnegie Mellon, la Universidad de Rochester y la Universidad de Minnesota. Las "escuelas de agua dulce" como Pittsburgh, Chicago, Rochester y Minneapolis están localizadas más cerca de los Grandes Lagos.
La escuela de agua salada está asociada con las ideas keynesianas de la intervención del gobierno en el mercado libre, mientras que las escuelas de agua dulce son escépticas acerca de los beneficios del gobierno. En general, los economistas ortodoxos no se identifican a sí mismos como miembros de una escuela en particular, pero pueden estar asociados con enfoques dentro de un campo como el de las expectativas racionales en la macroeconomía.